# نورس انرژی
نورس انرژی (انگلیسی: Norse Energy) شرکت نفت و گاز نروژی است، که در سال ۲۰۰۵ تأسیس شد.